# Мибу-но Тадаминэ
Мибу-но Тадаминэ (яп. 壬生忠岑 , IX — X вв) — один из крупнейших японских поэтов средневековья, периода Хэйан, один из «тридцати шести бессмертных поэтов».

## Биография

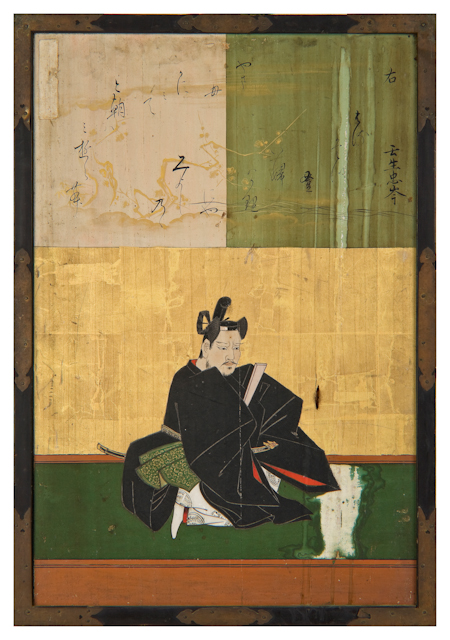
Мибу-но Тадаминэ, портрет работы Кано Ясунобу, 1648

Сын придворного пятого ранга Мибу-но Ясуцуна. Начинал службу при дворе телохранителем начальника Правой личной гвардии императора Фудзивара-но Садакуни. Он рано проявил себя талантливым поэтом, что отражено в лирической повести «Ямато-моногатари». Тадаминэ получил должность в императорской библиотеке, затем служил в Левой личной гвардии императора, в Правой привратной охране.
По оговору одного из придворных был понижен в должности и отправлен служить на западную границу, о чем он с горечью писал в песне нагаута, вошедшей в «Кокинвакасю». Основной период его литературной деятельности падает на 87—92 годы. Наряду с поэтами Ки-но Цураюки, Ки-но Томонори и Осикоти-но Мицунэ Тадаминэ участвовал в составлении антологии «Кокинвакасю».  Считается, что во время завершения работы над составлением «Кокинвакасю» (905 год) ему было около пятидесяти лет.
Вместе с Ки-но Цураюки и другими поэтами Тадаминэ участвовал во многих поэтических состязаниях. Ему приписывается авторство трактата «Вака тай дзиссю» («Десять видов вака»), оказавшего большое влияние на поэтические трактаты периода Хэйан.
После смерти его имя было включено в число «Тридцати шести бессмертных поэтов», список одних из величайших поэтов Японии. Одно из его танка вошло в также в антологию «Хякунин иссю» (№ 30):
30. 壬生忠岑

有明の

つれなくみえし

別れより

暁ばかり

うきものはなし

Ариакэ но

Цурэнаку миэси

Вакарэ ёри

Акацуки бакари

Уки моно ва наси

30. Мибу-но Тадаминэ

«С тех пор, как утром

расстались мы при свете

луны холодной,

что может быть грустнее,

туманной мглы рассвета!

 Примечание 

 Автор, умерший в 965 г. на 99 году жизни, также был одним из сотрудников Цураюки в «Кокинсю». — Стихотворение, по мнению японцев, принадлежит к числу прекраснейших стихотворений не только данной антологии, но и всей японской литературы». — Перевод и комментарий Н. Новича (Бахтина)

## Семья
Его сын Мибу-но Тадами также являлся известным поэтом, включенный в список «тридцати шести бессмертных поэтов».

## См. Также
- Японская литература
- Тридцать шесть бессмертных поэтов
- Шесть бессмертных